# 島嶼莪白蘭
島嶼莪白蘭（学名：Oberonia insularis）为蘭科莪白蘭屬下的一个种。

## 扩展阅读
- 維基物種上的相關：島嶼莪白蘭